# La Pola de Gordón
La Pola de Gordón – gmina w Hiszpanii, w prowincji León, w Kastylii i León, o powierzchni 157,64 km². W 2011 roku gmina liczyła 3905 mieszkańców.